# Sportverein Wehen 1926 Taunusstein 2012-2013
Questa voce raccoglie le informazioni riguardanti lo Sportverein Wehen 1926 Taunusstein nelle competizioni ufficiali della stagione 2012-2013.

## Stagione
Nella stagione 2012-2013 il Wehen Wiesbaden, allenato da Peter Vollmann, concluse il campionato di 3. Liga al 7º posto.

## Rosa
| N. |                                 | Ruolo | Calciatore               |
| -- | ------------------------------- | ----- | ------------------------ |
| 1  | Germania (bandiera)             | P     | Michael Gurski           |
| 2  | Germania (bandiera)             | D     | Nico Herzig              |
| 3  | Germania (bandiera)             | D     | Thorsten Barg            |
| 4  | Germania (bandiera)             | D     | Robert Müller            |
| 6  | Germania (bandiera)             | C     | Martin Röser             |
| 7  | Germania (bandiera)             | C     | Marco Christ             |
| 8  | Germania (bandiera)             | D     | Marcus Mann              |
| 9  | Germania (bandiera)             | A     | Nicolas Görtler          |
| 10 | Germania (bandiera)             | A     | Dominik Stroh-Engel      |
| 11 | Polonia (bandiera)              | C     | Maciej Zięba             |
| 13 | Germania (bandiera)             | C     | Yannik Oenning           |
| 14 | Germania (bandiera)             | D     | Diego Menéndez de Miguel |
| 15 | Bosnia ed Erzegovina (bandiera) | C     | Zlatko Janjić            |
| 16 | Germania (bandiera)             | D     | Daniel Döringer          |

| N. |                       | Ruolo | Calciatore      |
| -- | --------------------- | ----- | --------------- |
| 17 | Slovacchia (bandiera) | C     | Milan Ivana     |
| 18 | Germania (bandiera)   | D     | Jeff Gyasi      |
| 19 | Germania (bandiera)   | D     | Lars Guenther   |
| 20 | Angola (bandiera)     | A     | José Vunguidica |
| 21 | Germania (bandiera)   | P     | Raphael Laux    |
| 22 | Germania (bandiera)   | D     | Pascal Bieler   |
| 23 | Germania (bandiera)   | D     | Alf Mintzel     |
| 25 | Germania (bandiera)   | P     | Markus Kolke    |
| 26 | Germania (bandiera)   | D     | Michael Wiemann |
| 27 | Germania (bandiera)   | D     | Sven Schimmel   |
| 28 | Germania (bandiera)   | C     | Nils-Ole Book   |
| 30 | Germania (bandiera)   | D     | Denis Mangafic  |
| 32 | Germania (bandiera)   | C     | Marvin Esser    |

## Organigramma societario
Area tecnica
- Allenatore: Peter Vollmann
- Allenatore in seconda: Bernd Heemsoth
- Preparatore dei portieri: Steffen Vogler
- Preparatori atletici: Robert Wohlrab

## Calciomercato

### Sessione estiva
| Acquisti | Acquisti                 | Acquisti              | Acquisti |
| R.       | Nome                     | da                    | Modalità |
| -------- | ------------------------ | --------------------- | -------- |
| A        | Nicolas Görtler          | Norimberga II         |          |
| D        | Jeff Gyasi               | RW Oberhausen         |          |
| D        | Diego Menéndez de Miguel | Borussia Dortmund U19 |          |
| D        | Robert Müller            | Hansa Rostock         |          |
| C        | Yannik Oenning           | Duisburg U19          |          |
| A        | Dominik Stroh-Engel      | Babelsberg            |          |
| A        | José Vunguidica          | Preußen Münster       |          |
| D        | Michael Wiemann          | Hansa Rostock         |          |
| C        | Maciej Zięba             | Wuppertal             |          |

| Cessioni | Cessioni           | Cessioni         | Cessioni |
| R.       | Nome               | a                | Modalità |
| -------- | ------------------ | ---------------- | -------- |
| A        | Addy-Waku Menga    | Preußen Münster  |          |
| A        | Jonne Hjelm        | Haka             |          |
| A        | Aziz Bouhaddouz    | Viktoria Colonia |          |
| C        | Leandro Guaita     | Shenzhen         |          |
| D        | Benjamin Hübner    | Aalen            |          |
| C        | Boris Kolb         | Bayern Alzenau   |          |
| C        | Nikolas Ledgerwood | Hammarby         |          |
| C        | Nicolas Roth       | Waldhof Mannheim |          |
| A        | Milad Salem        | Elversberg       |          |
| A        | Orlando Smeekes    | Durban City      |          |
| A        | Panagiōtīs Triadīs | Xanthī           |          |

### Sessione invernale
| Acquisti | Acquisti     | Acquisti       | Acquisti |
| R.       | Nome         | da             | Modalità |
| -------- | ------------ | -------------- | -------- |
| C        | Martin Röser | Wormatia Worms |          |

| Cessioni | Cessioni           | Cessioni          | Cessioni |
| R.       | Nome               | a                 | Modalità |
| -------- | ------------------ | ----------------- | -------- |
| C        | Thorsten Burkhardt | Wacker Burghausen |          |

## Risultati

### 3. Liga

#### Girone di andata
| Arbitro: | Stegemann |

|                             |           |             |
| Janjić 54’, 71’, 84’ (rig.) | Marcatori | 29’ Morabit |

| Stoccarda 28 luglio 2012, ore 14:00 CEST 2ª giornata | Kickers Stoccarda | 0 – 0 referto | Wehen Wiesbaden | Gazi-Stadion auf der Waldau (3 510 spett.)\| Arbitro: \| Steuer \| |
| Arbitro:                                             | Steuer            |               |                 |                                                                    |

| Arbitro: | Jablonski |

|  |           |                           |
|  | Marcatori | 80’ Rohracker 89’ Bigalke |

| Arbitro: | Steinberg |

|                        |           |               |
| Kreuels 73’ Müller 79’ | Marcatori | 28’, 32’ Mann |

| Arbitro: | Ostheimer |

|                      |           |                          |
| Stroh-Engel 29’, 68’ | Marcatori | 88’ Bischoff 90’ Schmidt |

| Arbitro: | Storks |

|                           |           |                       |
| Aydemir 46’, 85’ Fink 50’ | Marcatori | 30’ Mintzel 38’ Ivana |

| Arbitro: | Cortus |

|            |           |           |
| Janjić 84’ | Marcatori | 37’ Gorka |

| Arbitro: | Sönder |

|          |           |                   |
| Plat 70’ | Marcatori | 38’ (rig.) Janjić |

| Burghausen 15 settembre 2012, ore 14:00 CEST 9ª giornata | Wacker Burghausen | 0 – 0 referto | Wehen Wiesbaden | Wacker-Arena (2 300 spett.)\| Arbitro: \| Kampka \| |
| Arbitro:                                                 | Kampka            |               |                 |                                                     |

| Arbitro: | Siewer |

|             |           |                        |
| Mintzel 90’ | Marcatori | 56’ (rig.) Schnatterer |

| Arbitro: | Göpferich |

|              |           |            |
| Wagefeld 50’ | Marcatori | 57’ Christ |

| Wiesbaden 29 settembre 2012, ore 14:00 CEST 12ª giornata | Wehen Wiesbaden | 0 – 0 referto | Stoccarda II | BRITA-Arena (2 903 spett.)\| Arbitro: \| Valentin \| |
| Arbitro:                                                 | Valentin        |               |              |                                                      |

| Arbitro: | Alt |

|                        |           |                                 |
| Manno 26’ Beermann 90’ | Marcatori | 34’ Wohlfarth 62’ (rig.) Christ |

| Arbitro: | Gerach |

|  |           |         |
|  | Marcatori | 9’ Rahn |

| Arbitro: | Schmidt |

|                  |           |           |
| Schwertfeger 81’ | Marcatori | 67’ Ivana |

| Arbitro: | Petersen |

|                                           |           |                 |
| Janjić 43’ (rig.) Ivana 50’ Wohlfarth 79’ | Marcatori | 29’ Bittencourt |

| Arbitro: | Steinberg |

|                                 |           |                                     |
| Sökler 22’ Ziemer 27’ Kruse 74’ | Marcatori | 3’ Janjić 17’ Vunguidica 45’ Herzig |

| Arbitro: | Dietz |

|                |           |                      |
| Ivana 21’, 34’ | Marcatori | 56’ (rig.) Rathgeber |

| Arbitro: | Schmickartz |

|                                                            |           |  |
| Mauersberger 7’ Gordon 50’ van der Biezen 59’ Hennings 68’ | Marcatori |  |

#### Girone di ritorno
| Arbitro: | Siewer |

|                                        |           |                        |
| Ströhl 19’ Pfingsten-Reddig 73’ (rig.) | Marcatori | 11’, 78’ (rig.) Janjić |

| Arbitro: | Heft |

|  |           |                                       |
|  | Marcatori | 39’ Braun-Schumacher 77’ Savranlioglu |

| Arbitro: | Jablonski |

|  |           |                      |
|  | Marcatori | 8’ Müller 10’ Janjić |

| Arbitro: | Steuer |

|            |           |  |
| Janjić 12’ | Marcatori |  |

| Münster 2 febbraio 2013, ore 14:00 CET 24ª giornata | Preußen Münster | 0 – 0 referto | Wehen Wiesbaden | Preußenstadion (7 047 spett.)\| Arbitro: \| Rohde \| |
| Arbitro:                                            | Rohde           |               |                 |                                                      |

| Wiesbaden 8 febbraio 2013, ore 18:30 CET 25ª giornata | Wehen Wiesbaden | 0 – 0 referto | Chemnitz | BRITA-Arena (2 153 spett.)\| Arbitro: \| Alt \| |
| Arbitro:                                              | Alt             |               |          |                                                 |

| Arbitro: | Fischer |

|           |           |  |
| Costa 61’ | Marcatori |  |

| Arbitro: | Göpferich |

|                           |           |          |
| Vunguidica 25’ Janjić 80’ | Marcatori | 38’ Plat |

| Arbitro: | Aarnink |

|                 |           |         |
| Stroh-Engel 70’ | Marcatori | 2’ Holz |

| Arbitro: | Gerach |

|                             |           |                      |
| Göhlert 82’ Schnatterer 90’ | Marcatori | 10’ Janjić 72’ Zięba |

| Arbitro: | Steinberg |

|                  |           |  |
| Mintzel 43’, 47’ | Marcatori |  |

| Arbitro: | Giese |

|              |           |                |
| Vitzthum 49’ | Marcatori | 31’ Vunguidica |

| Arbitro: | Valentin |

|                                     |           |                        |
| Ivana 45’ Janjić 67’ Vunguidica 85’ | Marcatori | 4’ Beermann 70’ Zoller |

| Arbitro: | Rohde |

|                                 |           |             |
| Klos 45’ Schönfeld 71’ Rahn 75’ | Marcatori | 8’ Döringer |

| Arbitro: | Petersen |

|                                  |           |                        |
| Mintzel 20’ Zięba 27’ Müller 75’ | Marcatori | 31’ Thiele 90’ Marquet |

| Arbitro: | Stein |

|              |           |                           |
| Benatelli 9’ | Marcatori | 13’ Vunguidica 25’ Janjić |

| Arbitro: | Gerach |

|                                      |           |             |
| Zięba 16’ Mintzel 72’ Vunguidica 78’ | Marcatori | 2’ Stiefler |

| Arbitro: | Willenborg |

|             |           |  |
| Schwarz 60’ | Marcatori |  |

| Arbitro: | Alt |

|                           |           |                                             |
| Vunguidica 84’ Bieler 86’ | Marcatori | 13’ Kempe 18’ Peitz 21’ Çalhanoğlu 72’ Kern |

## Statistiche

### Statistiche di squadra
| Competizione | Punti | In casa | In casa | In casa | In casa | In casa | In casa | In trasferta | In trasferta | In trasferta | In trasferta | In trasferta | In trasferta | Totale | Totale | Totale | Totale | Totale | Totale | DR |
| Competizione | Punti | G       | V       | N       | P       | Gf      | Gs      | G            | V            | N            | P            | Gf           | Gs           | G      | V      | N      | P      | Gf     | Gs     | DR |
| ------------ | ----- | ------- | ------- | ------- | ------- | ------- | ------- | ------------ | ------------ | ------------ | ------------ | ------------ | ------------ | ------ | ------ | ------ | ------ | ------ | ------ | -- |
| 3. Liga      | 51    | 19      | 9       | 6       | 4       | 29      | 23      | 19           | 2            | 12           | 5            | 22           | 28           | 38     | 11     | 18     | 9      | 51     | 51     | 0  |
| Totale       | 51    | 19      | 9       | 6       | 4       | 29      | 23      | 19           | 2            | 12           | 5            | 22           | 28           | 38     | 11     | 18     | 9      | 51     | 51     | 0  |

### Andamento in campionato
| Giornata  | 1 | 2 | 3 | 4  | 5  | 6  | 7  | 8  | 9  | 10 | 11 | 12 | 13 | 14 | 15 | 16 | 17 | 18 | 19 | 20 | 21 | 22 | 23 | 24 | 25 | 26 | 27 | 28 | 29 | 30 | 31 | 32 | 33 | 34 | 35 | 36 | 37 | 38 |
| --------- | - | - | - | -- | -- | -- | -- | -- | -- | -- | -- | -- | -- | -- | -- | -- | -- | -- | -- | -- | -- | -- | -- | -- | -- | -- | -- | -- | -- | -- | -- | -- | -- | -- | -- | -- | -- | -- |
| Luogo     | C | T | C | T  | C  | T  | C  | T  | T  | C  | T  | C  | T  | C  | T  | C  | T  | C  | T  | T  | C  | T  | C  | T  | C  | T  | C  | C  | T  | C  | T  | C  | T  | C  | T  | C  | T  | C  |
| Risultato | V | N | P | N  | N  | P  | N  | N  | N  | N  | N  | N  | N  | P  | N  | V  | N  | V  | P  | N  | P  | V  | V  | N  | N  | P  | V  | N  | N  | V  | N  | V  | P  | V  | V  | V  | P  | P  |
| Posizione | 1 | 5 | 9 | 10 | 10 | 12 | 14 | 14 | 15 | 15 | 15 | 15 | 15 | 15 | 14 | 13 | 14 | 12 | 14 | 14 | 15 | 12 | 11 | 10 | 10 | 11 | 10 | 10 | 11 | 9  | 9  | 8  | 8  | 8  | 7  | 7  | 7  | 7  |

Legenda:

Luogo: C = Casa; T = Trasferta. Risultato: V = Vittoria; N = Pareggio; P = Sconfitta.

### Statistiche dei giocatori
| T. Barg        | 2  | 0  | 0  | 0 |
| P. Bieler      | 25 | 1  | 4  | 0 |
| N. Book        | 12 | 0  | 2  | 0 |
| M. Christ      | 28 | 2  | 6  | 0 |
| D. Döringer    | 27 | 1  | 3  | 0 |
| M. Esser       | 1  | 0  | 0  | 0 |
| L. Guenther    | 6  | 0  | 0  | 0 |
| M. Gurski      | 36 | 0  | 2  | 0 |
| J. Gyasi       | 21 | 0  | 7  | 0 |
| N. Görtler     | 5  | 0  | 0  | 0 |
| N. Herzig      | 25 | 1  | 10 | 0 |
| M. Ivana       | 32 | 6  | 4  | 0 |
| Z. Janjić      | 33 | 15 | 1  | 1 |
| M. Kolke       | 2  | 0  | 1  | 0 |
| R. Laux        | 0  | 0  | 0  | 0 |
| D. Mangafic    | 2  | 0  | 0  | 0 |
| M. Mann        | 22 | 2  | 4  | 0 |
| A. Mintzel     | 31 | 6  | 4  | 0 |
| R. Müller      | 34 | 2  | 5  | 0 |
| Y. Oenning     | 1  | 0  | 0  | 0 |
| M. Röser       | 3  | 0  | 0  | 0 |
| S. Schimmel    | 32 | 0  | 5  | 0 |
| D. Stroh-Engel | 34 | 3  | 3  | 0 |
| J. Vunguidica  | 28 | 7  | 1  | 0 |
| M. Wiemann     | 35 | 0  | 10 | 1 |
| S. Wohlfarth   | 17 | 2  | 4  | 0 |
| M. Zięba       | 34 | 3  | 4  | 0 |
| D. de Miguel   | 0  | 0  | 0  | 0 |